# San Juan de Ulúa
San Juan de Ulúa is een fort op een eiland voor de haven van Veracruz in Mexico, aan de kust van de Golf van Mexico.

## Geschiedenis
San Juan de Ulúa heeft een roerige geschiedenis achter de rug:
De plaats werd voor het eerst bevolkt door Europeanen toen Hernán Cortés hier in 1519 Vila Rica de la Vera Cruz, het latere Veracruz, stichtte. Hij noemde het eiland naar Juan de Grijalva, die voor het eerst de kust van Mexico verkende. Ulúa is een verbastering van Culhua, een van de namen van het rijk van de Azteken. Met de constructie van het eigenlijke fort werd begonnen in 1535. De bouw van San Juan de Ulúa duurde bijna vijftig jaar en eiste de levens van vele inheemse slaven.
In San Juan de Ulúa werden alle edelmetalen uit Nieuw-Spanje verzameld voor ze met de zilvervloot naar Spanje werden vervoerd. Desalniettemin werd het fort in 1683 succesvol aangevallen door de Nederlandse piraat Laurenz de Graaf ("Lorencillo") die Veracruz wist te plunderen.
Na de onafhankelijkheid van Mexico in 1821 bleef er een Spaanse legermacht in het fort gelegerd, hopend het land eens te kunnen heroveren. In 1825 werden zij echter door Mexicaanse troepen onder Miguel Barragán verdreven.
Tijdens de Gebakoorlog, de Franse inval van 1838, werd het fort tijdelijk bezet door Franse troepen. In 1847 brak de Mexicaans-Amerikaanse Oorlog uit. Tijdens deze oorlog werd San Juan de Ulúa wederom bezet, ditmaal door Amerikaanse troepen.
Gedurende de 19e eeuw diende het fort voornamelijk als gevangenis, waarin voornamelijk politieke tegenstanders van de respectievelijke Mexicaanse regeringen werden opgesloten. Bekende personen die hier gevangen hebben gezeten zijn Servando Teresa de Mier, Benito Juárez, Servando Teresa de Mier, Melchor de Talamantes, Manuel M. Diéguez en Esteban Baca Calderón. Tijdens de Hervormingsoorlog zetelde hier de liberale regering van Benito Juárez, die vanuit hier de Hervormingswetten uitvaardigde.
Het fort speelde ook een rol tijdens de Mexicaanse Revolutie. Zo werd het in 1914 weer bezet door Amerikaanse troepen naar aanleiding van het Tampico-incident. In 1915 werd het fort enkele dagen als hoofdzetel van de Mexicaanse regering gebruikt, tijdens het bewind van president Venustiano Carranza.

## Legendes
Over het fort bestaan verschillende legendes. Zo verhaalt een legende uit de tijd dat Mexico nog een kolonie van Spanje was dat in San Juan de Ulúa een heks uit Catemaco werd vastgezet. Toen zij naar de martelkamer werd gebracht tekende zij een bootje op de muur. Zij stapte in het bootje dat vervolgens wegvoer en met de noorderzon verdween.
De legendarische 19e-eeuwse bandiet Jesús Arriaga, beter bekend als Chucho el Roto, was in de jaren 1880 ontsnapt door zich voor dood te houden. Nadat de bewakers zijn lichaam in het water hadden gegooid wist hij al zwemmende de kust te bereiken en zo te ontsnappen. Negen jaar later werd hij wederom gepakt en overleed in San Juan de Ulúa in 1894. Volgens de legende had hij echter opnieuw de bewakers weten te foppen, en is hij in werkelijkheid met zijn geliefde naar Oostenrijk gevlucht.

## Tegenwoordig
Tegenwoordig is het fort een van de belangrijkste toeristenattracties van Veracruz. Het werd gebruikt als decor in de film Romancing the Stone. In die film moest het het fort van Cartagena voorstellen. Slechts één bastion is nog in gebruik bij de Mexicaanse Marine.